# آرسیست
آرسیست (به ایتالیایی: Arcisate) یک کومونه در ایتالیا است که در استان وارزه واقع شده‌است.

## خصوصیات
آرسیست ۱۲ کیلومترمربع مساحت و ۹٬۷۷۶ نفر جمعیت دارد و ۳۷۲ متر بالاتر از سطح دریا واقع شده‌است.